# イーサン・フィリップス
イーサン・フィリップス（Ethan Phillips、1955年2月8日 - ）は、アメリカ合衆国の俳優、脚本家、声優である。

## 来歴
1955年、ニューヨーク州ガーデン・シティに生まれる。アイルランド系の家系で、カトリック教徒だった。一家には6人子供がいたが、イーサンを除いてすべてが女の子だった。
ボストン大学で英文学学士を取得し、コーネル大学ではファインアートの学士号を取得している。コーネル大学を卒業した後に、ニューヨークのブロードウェイ舞台やオフ・ブロードウェイ舞台に参加してキャリアをスタート。1977年には芸術祭で賞も獲得した。それから約15年間舞台で活動し、演技力を磨く。舞台ではティム・カリー、ネイサン・レイン、ディラン・ベイカー、ピーター・ディンクレイジなど名だたる役者たちと共演。次第にニューヨーク以外の地域でも活躍し始め、舞台俳優としての確固たる地位を築き上げた。
1980年代に入ると、ロバート・ギローム主演のシットコム『Benson』へ出演。同作品にはジョン・ダウニー役で出演し、1980年から1984年までの4年間で97エピソードへ出演している。また1981年にはミロス・フォアマン監督の『ラグタイム』で映画デビューを果たす。それからは、テレビ、映画へもコンスタントへ出演していき、徐々に知名度も上げていった。
これまで出演した作品の数は、映画・テレビを合わせると100本以上の数にのぼり、主に脇役として様々な作品に貢献している。そのほかに彼の出演作で知られているものは人気テレビシリーズの『スタートレック:ヴォイジャー』。レギュラークルーの一人であるニーリックスを特殊メイク付きで演じ、170エピソードに登場した。また、マイケル・ベイが2005年に監督したメジャー映画『アイランド』で、ユアン・マクレガーが演じた主人公の同僚役としても知られている。近年ではコーエン兄弟による『インサイド・ルーウィン・デイヴィス 名もなき男の歌』へも顔を見せている。

## 出演作品

### 映画
| 公開年 | 邦題 原題                                                      | 役名                         | 備考           |
| ------ | -------------------------------------------------------------- | ---------------------------- | -------------- |
| 1981   | ラグタイム Ragtime                                             | 守衛                         |                |
| 1986   | クリッター Critters                                            | ジェフ・バーンズ             |                |
| 1987   | バーグラー/危機一髪 Burglar                                    | バーテンダー                 |                |
| 1989   | ワイルド・チェンジ Lean on Me                                  | ローゼンバーグ               |                |
| 1989   | ワン・ナイト・オブ・ブロードウェイ Bloodhounds of Broadway     | バジル・バレンティン         |                |
| 1989   | グローリー Glory                                               | Hospital Steward             |                |
| 1990   | グリーン・カード Green Card                                    | ゴースキー                   |                |
| 1993   | 顔のない天使 The Man Without a Face                            | トッド・ランシング           |                |
| 1994   | サイバークローン Natural Selection                             | ヘンリー                     | テレビ映画     |
| 1994   | シャドー The Shadow                                            | ネルソン                     |                |
| 1994   | ビッグ・ランニング Wagons East                                 | スメドレー                   |                |
| 1995   | ジェフリー Jeffrey                                             | デイヴ                       |                |
| 1996   | スタートレック ファーストコンタクト Star Trek: First Contact   | Holodeck Nightclub Maitre d' | クレジットなし |
| 1997   | 大富豪、大貧民 For Richer or Poorer                            | ジェリー                     |                |
| 1998   | ロスト・ワールド The Lost World                                | コピー・ボーイ               | テレビ映画     |
| 2002   | ワイルド・ソーンベリーズ ムービー The Wild Thornberrys Movie   | ロイス                       | 声             |
| 2003   | バッドサンタ Bad Santa                                         | ロジャー                     |                |
| 2005   | アイランド The Island                                          | ジョーンズ・3・エコー        |                |
| 2007   | カリフォルニア・ドリーミング Out of Omaha                      | ウェイン・ポーター           |                |
| 2008   | ハンティング・ゲーム Big Game                                  | ミスター・フォックス         |                |
| 2010   | トリム Trim                                                    | シド                         |                |
| 2010   | 最強のシリアル・キラー決定戦 Dahmer vs. Gacy                   | X-13                         |                |
| 2012   | スパイダー・シティ Arachnoquake                                | ロイ                         | テレビ映画     |
| 2013   | インサイド・ルーウィン・デイヴィス 名もなき男の歌 Llewyn Davis | ミッチ                       |                |
| 2015   | 教授のおかしな妄想殺人 Irrational Man                          | ジルの父                     |                |
| 2016   | パージ:大統領令 The Purge: Election Year                       | クーパー                     |                |

### テレビシリーズ
| 放映年    | 邦題 原題                                                           | 役名                       | 備考                                                                                  |
| --------- | ------------------------------------------------------------------- | -------------------------- | ------------------------------------------------------------------------------------- |
| 1980-1984 | ベンソン Benson                                                     | ピート                     | 97エピソード                                                                          |
| 1983      | 探偵ハート&ハート Hart to Hart                                      | レッドストーン             | シーズン5 第4話 "Pandora Has Wings"                                                   |
| 1986      | トワイライト・ゾーン The Twilight Zone                              | ディーヴァー               | シーズン1 第22話 "Devil's Alphabet"                                                   |
| 1990      | 新スタートレック Star Trek: The Next Generation                     | ファレック                 | シーズン3 第24話 "Ménage à Troi"                                                      |
| 1990,1993 | L.A.ロー 七人の弁護士 L.A. Law                                      |                            | 異なる役で2エピソード                                                                 |
| 1991      | TVキャスター マーフィー・ブラウン Murphy Brown                      | リチャード・クーパー       | シーズン3 第21話 "Everytime It Rains... You Get Wet"                                  |
| 1992      | ロー&オーダー Law & Order                                           | マーク                     | シーズン3 第6話 "Helpless"                                                            |
| 1993      | NYPDブルー NYPD Blue                                                | ドワイト                   | シーズン1 第4話 "告白"                                                                |
| 1995-2001 | スタートレック:ヴォイジャー Star Trek: Voyager                      | ニーリックス               | 170エピソード                                                                         |
| 1996      | シカゴ・ホープ Chicago Hope                                         | ボブ・スチュワート         | シーズン2 第18話 "Sexual Perversity in Chicago Hope"                                  |
| 1998      | フロム・ジ・アース/人類、月に立つ From the Earth to the Moon        | スタンリー・クレイグ       | ミニシリーズ                                                                          |
| 2002      | スタートレック:エンタープライズ Enterprise                          | ウリス                     | シーズン1 第19話 "獲物たちの罠"                                                       |
| 2002      | ロケット・パワー Rocket Power                                       | 店主                       | シーズン3 第46話 "Less Than Full Otto/Card Sharked" 声の出演                          |
| 2002      | プロビデンス Providence                                             | フィンチ                   | シーズン5 第7話 "Truth and Consequences"                                              |
| 2004      | パパにはヒ・ミ・ツ 8 Simple Rules... for Dating My Teenage Daughter | デイヴ                     | シーズン2 第10話 "ハッスルじいじ"                                                     |
| 2004      | 犯罪捜査官ネイビーファイル JAG                                      | ウォーリー                 | シーズン9 第17話 "Take It Like a Man"                                                 |
| 2004      | アレステッド・ディベロプメント Arrested Development                 | 軍人                       | シーズン1 第20話 "母さん、出番です"                                                   |
| 2004      | I LOVE! オリバー Oliver Beene                                       | スティット                 | 2エピソード                                                                           |
| 2005      | ラスベガス Las Vegas                                                | ゲイブ・ラブラドー         | シーズン3 第3話 "恋するジョーダンとウッディ" 『女検死医ジョーダン』とのクロスオーバー |
| 2006      | NUMBERS 天才数学者の事件ファイル Numb3rs                            | レオナルド・フィルブリック | シーズン2 第13話 "賭けの代償"                                                         |
| 2006      | クリミナル・マインド FBI行動分析課 Criminal Minds                   | ドイル                     | シーズン1 第17話 "マンハッタンの処刑人"                                               |
| 2006      | ボストン・リーガル Boston Legal                                     | マイケル                   | 3エピソード                                                                           |
| 2008      | 弁護士イーライのふしぎな日常 Eli Stone                              | アッカーマン校長           | シーズン1 第9話 "アイ・ウォント・ユア・セックス"                                      |
| 2008      | BONES Bones                                                         | ジェリー・リンカーン       | シーズン3 第14話 "アメリカン・アイドル殺人事件"                                       |
| 2008      | プッシング・デイジー 恋するパイメーカー Pushing Daisies             | ダニエル・ヒル             | シーズン2 第7話 "ロビン・フッド現る?"                                                 |
| 2009      | メンタル:癒しのカルテ Mental                                        | ホリス                     | エピソード: "罪の意識と神の審判"                                                      |
| 2009      | トゥルーブラッド True Blood                                         | パリッシュ・コロナー       | シーズン2 第4話 "光と闇"                                                              |
| 2010      | リゾーリ&アイルズ ヒロインたちの捜査線 Rizzoli & Isles              | ジョン・J・マーフィー      | シーズン1 第6話 "同性婚"                                                              |
| 2010      | ザ・ミドル 中流家族のフツーの幸せ The Middle                        | 議長                       | シーズン2 第4話 "神よ、我が子を救いたまえ！"                                          |
| 2010      | デイズ・オブ・アワ・ライブス Days of Our Lives                      | サターフィールド           | エピソード: "#1.11456"                                                                |
| 2011      | キャッスル 〜ミステリー作家は事件がお好き Castle                    | ジェームズ・ファーンハム   | シーズン3 第15話 "同級生の罪"                                                         |
| 2011      | メンタリスト The Mentalist                                          | ニューサム・カーク         | シーズン3 第18話 "レッド・マイル"                                                     |
| 2011      | ザ・ヤング・アンド・ザ・レストレス The Young and the Restless       | ネルソン                   | 2エピソード                                                                           |
| 2011      | CHUCK/チャック Chuck                                                | ウッドリー                 | シーズン5 第1話 "チャック VS ズーム"                                                  |
| 2018      | ベター・コール・ソウル Better Call Saul                             | マンシンガー判事           |                                                                                       |

### オリジナルビデオ
- The First Men Moon (1997)
- Star Trek: Of Gods and Men (2007)

### ビデオゲーム
- Star Wars: Force Commander (2000)
- Star Trek Voyager: Elite Force (2000)
- Star Wars: Galactic Battlegrounds (2002)
- Star Wars: Knights of the Old Republic (2003)
- Syphon Filter: The Omega Strain (2004)

### オンラインゲーム
- Star Trek Online - ニーリックス大使役（2014年 - ）